# Le Thanato
Pour plus de détails, voir Fiche technique et Distribution.
Le Thanato est un film français réalisé par Frédéric Cerulli, sorti en 2011.

## Fiche technique
- Scénario et réalisation : Frédéric Cerulli, Thomas Gauthier
- Durée : 85 minutes
- Pays de production :  France
- Date de sortie : France 19 janvier 2011

## Distribution
- Gérard Meylan : Norman
- Chantal Lauby : Klavinski
- Antoine Cloesens Lazaro : Victor
- Florient Azoulay : Michel
- Noëlle Perna : Nicole
- Philippe Rigot : David
- Sandrine Senes : Chantal
- Nina Seul : Femme endeuillée